# العلاقات الأمريكية الميانمارية
العلاقات الأمريكية الميانمارية هي العلاقات الثنائية التي تجمع بين الولايات المتحدة وميانمار.

## مقارنة بين البلدين
هذه مقارنة عامة ومرجعية للدولتين:
| وجه المقارنة                                              | الولايات المتحدة                                                                                                  | ميانمار          |
| --------------------------------------------------------- | --- | ---------------- |
| المساحة (كم2)                                             | 9.83 مليون | 676.58 ألف       |
| عدد السكان (نسمة)                                         | 311.58 مليون | 53.37 مليون      |
| الكثافة السكانية (ن./كم²)                                 | 31.7 | 78.88            |
| العاصمة                                                   | واشنطن العاصمة | نايبيداو، يانغون |
| اللغة الرسمية                                             | لغة إنجليزية | اللغة البورمية   |
| العملة                                                    | دولار أمريكي | كيات ميانماري    |
| الناتج المحلي الإجمالي (بليون دولار)                      | 19.39 تريليون | 69.32 مليار      |
| الناتج المحلي الإجمالي (تعادل القوة الشرائية) بليون دولار | 18.04 تريليون | 282.95 مليار     |
| الناتج المحلي الإجمالي الاسمي للفرد دولار أمريكي          | 56.12 ألف | 1.16 ألف         |
| الناتج المحلي الإجمالي للفرد دولار أمريكي                 | 54.63 ألف |                  |
| مؤشر التنمية البشرية                                      | 0.920 | 0.536            |
| رمز المكالمات الدولي                                      | +1 | +95              |
| رمز الإنترنت                                              | .us، حكومة، .mil، Edu.                                                                                            | .mm              |
| المنطقة الزمنية                                           | توقيت ساموا الأمريكية، توقيت أطلنطي موحد، منطقة زمنية وسطى، توقيت ألاسكا ‏، المنطقة الزمنية الجبلية، توقيت تشامرو ‏ | ت ع م+06:30      |

## منظمات دولية مشتركة
يشترك البلدان في عضوية مجموعة من المنظمات الدولية، منها:
| علم المنظمة | اسم المنظمة                        | تاريخ انضمام الولايات المتحدة | تاريخ انضمام ميانمار |
| ----------- | ---------------------------------- | ----------------------------- | -------------------- |
|             | وكالة ضمان الاستثمار متعدد الأطراف | 12 أبريل 1988                 | 16 ديسمبر 2013       |
|             | الاتحاد الدولي للاتصالات           | 1 يوليو 1908                  | 15 سبتمبر 1937       |
|             | يونسكو                             | 4 نوفمبر 1946                 | 27 يونيو 1949        |
|             | الأمم المتحدة                      | 24 أكتوبر 1945                | 19 أبريل 1948        |
|             | بنك التنمية الآسيوي                | 1966                          | 1973                 |
|             | البنك الدولي للإنشاء والتعمير      | 27 ديسمبر 1945                | 3 يناير 1952         |
|             | منتدى آسيان الإقليمي ‏              | ?                             | ?                    |
|             | مؤسسة التمويل الدولية              | 20 يوليو 1956                 | 3 ديسمبر 1956        |
|             | منظمة الشرطة الجنائية الدولية      | ?                             | ?                    |
|             | مؤسسة التنمية الدولية              | 24 سبتمبر 1960                | 5 نوفمبر 1962        |
|             | الاتحاد البريدي العالمي            | ?                             | ?                    |
|             | منظمة حظر الأسلحة الكيميائية       | ?                             | ?                    |
|             | المنظمة الهيدروغرافية الدولية      | ?                             | ?                    |
|             | منظمة التجارة العالمية             | ?                             | ?                    |

## وصلات خارجية
- موقع وزارة الخارجية الأمريكية
- موقع وزارة الخارجية الميانمارية